# Lithodes maja
A Lithodes maja a felsőbbrendű rákok (Malacostraca) osztályának tízlábú rákok (Decapoda) rendjébe, ezen belül a Lithodidae családjába tartozó faj.
Nemének a típusfaja.

## Előfordulása

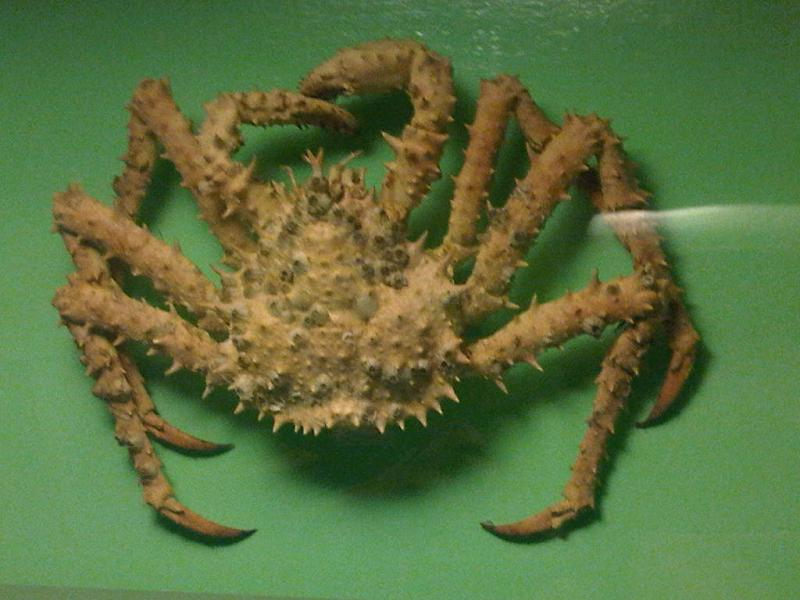
Múzeumi példány

A Lithodes maja előfordulási területe az Észak-Atlanti-óceán. Európa és Észak-Amerika hidegebb, part menti vizeiben lelhető fel. Állományai vannak Norvégia egész partmentén, a Brit-szigetek északi felében, a Feröert, Izlandot és a Spitzbergákat körülvevő vizekben, valamint Grönland déli részén és Kanada keleti partjain. Néha az Amerikai Egyesült Államokbeli New Jerseyig is lehatol.

## Megjelenése
A páncélja majdnem kerek; az átmérője körülbelül 13-14 centiméter. Az egész testszíne narancssárga vagy barna. Testét és lábait sok nagy tüske borítja. Mint a legtöbb Lithodidae-faj esetében, a Lithodes maja nőstényének is a hasi rész bal oldala nagyobb; léteznek olyan példányok is, amelyeknek a jobb oldala a nagyobb.

## Életmódja

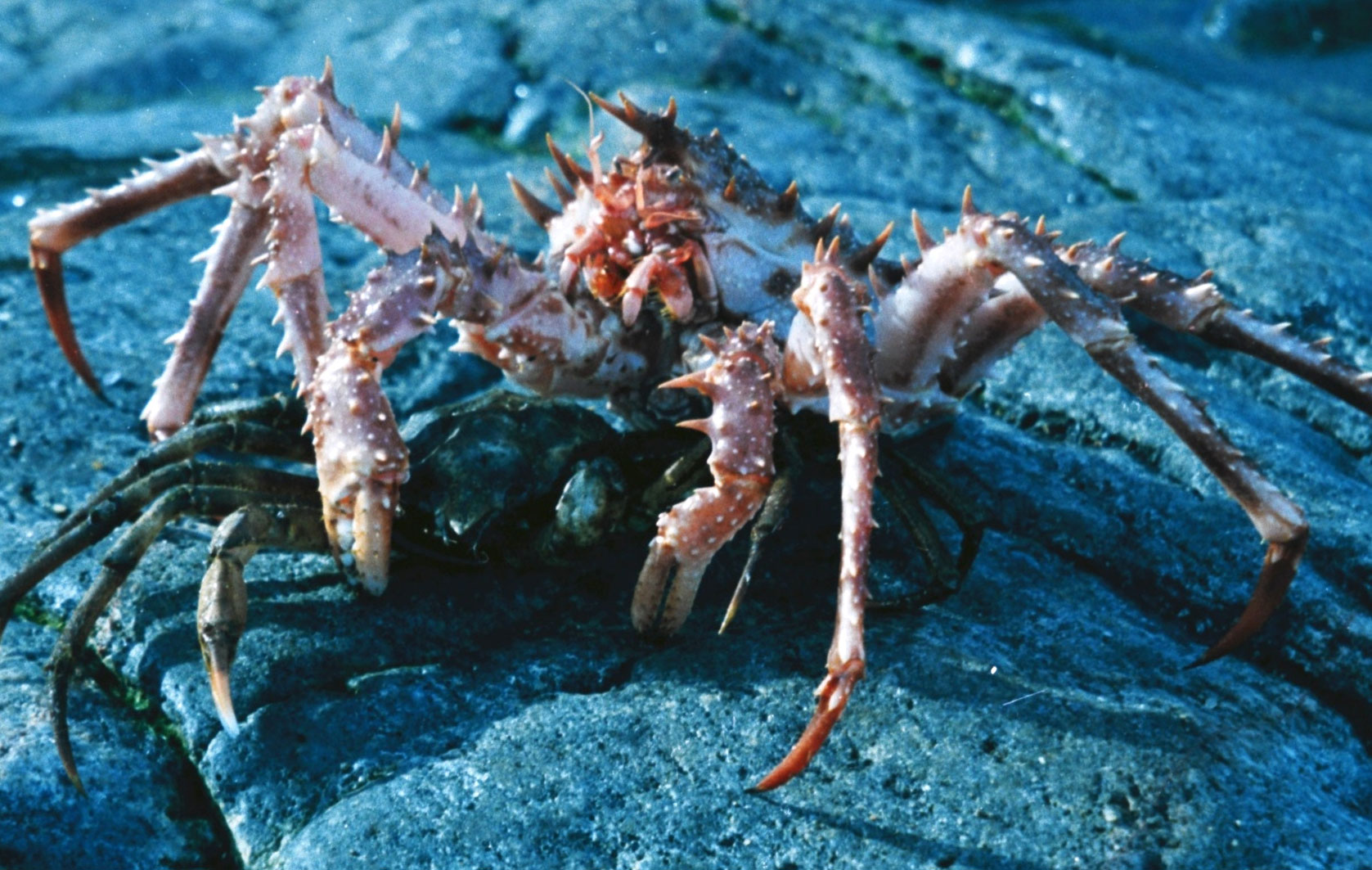
Egy másik rákból táplálkozó példány

A Lithodes maja egyaránt kedveli a homokos tengerfenéket és a kemény sziklás felületeket is. Ez a rák akár 800 méter mélyre is lehatolhat. Tápláléka dögök és kisebb gerinctelenek.

## Szaporodása
Ez a rákfaj csak kevés petét rak, tehát nem szaporodik gyorsan. Emiatt nincs ipari mértékű halászata, mint más Lithodes- vagy Paralithodes-fajoknak.

### Fordítás
- Ez a szócikk részben vagy egészben  a   Lithodes maja című angol Wikipédia-szócikk ezen változatának fordításán alapul.  Az eredeti cikk szerkesztőit annak laptörténete sorolja fel. Ez a jelzés csupán a megfogalmazás eredetét és a szerzői jogokat jelzi, nem szolgál a cikkben szereplő információk forrásmegjelöléseként.